# アロン・ギュルヴィッチ
アロン・ギュルヴィッチ（Aron Gurwitsch、1901年1月17日 - 1973年6月25日）は、リトアニア出身のアメリカ合衆国の哲学者、現象学者。現象学とゲシュタルト心理学の関係について考察した。現象学的社会学のアルフレッド・シュッツと親交が深く、シュッツの死後、後任として1959年から1973年までニュースクール・フォー・ソーシャル・リサーチで教えた。

## 著書
- Théorie du champ de la conscience （1957年）.
- Studies in phenomenology and psychology. Evanston, Ill.: Northwestern University Press （1966年）.
- Leibniz, New York: de Gruyter （1974年）.
- Phenomenology and the Theory of Science. Edited by Lester Embree. Evanston, Ill.: Northwestern University Press （1974年）.